# 日本GPUコンピューティング有限責任事業組合
日本GPUコンピューティング有限責任事業組合（G-DEP, Nihon GPU Computing Partnership）は、2010年3月にプロメテック・ソフトウェア株式会社、株式会社サイコム、トーワ電機株式会社の3社によって共同で設立された有限責任事業組合（LLP）である。通称は、日本GPUコンピューティングパートナーシップ（G-DEP：ジーデップ）。

## 概要
長年に渡って、大学や国立研究機関および製造業各社に向けに、GPUコンピューティング機器の製造販売やマーケティングおよびサポートを行ってきたプロメテック・ソフトウェア株式会社、株式会社サイコム、トーワ電機株式会社の3社によって、2010年3月31日に共同で設立されたのが日本GPUコンピューティング有限責任事業組合（G-DEP, Nihon GPU Computing Partnership）である。
2010年の設立以来、アメリカの半導体メーカーであるエヌビディア社とともに、組合員各社の強みを活かして、GPUコンピューティングの市場創出活動を進めている。
また2016年には、近年のGPUコンピューティング市場の急速な拡大に伴って、ユーザーセグメントと製品レイヤーに沿った新会社として、GDEPソリューションズ株式会社と株式会社GDEPアドバンスを設立し、LLPの組合員として加えている。

## 組合員（LLP法上の組合員）
- プロメテック・ソフトウェア株式会社（東京都文京区）
- 株式会社サイコム（埼玉県八潮市）
- GDEPソリューションズ株式会社（東京都文京区）：ハードウェアとソフトウェアの統合ソリューションの企画・提案
- 株式会社GDEPアドバンス（東京都港区）：GPUアクセラレーターとオーバクロックワークステーションを中心とした高速化の提案

## 資格・受賞

### 資格
- エヌビディア社のパートナー認定制度NPN (NVIDIA Partner Network)において、「High Performance Computing」と「Deep Learning」の2つの分野で「Elite(最上位)レベル」に認定
- 「NVIDIA DGX-2」の販売資格条件「Advanced Technology Program (ATP)」を取得

### 受賞
- エヌビディア社「Best DGX Partner Award」受賞（2017年、2018年）